# Доминик Кийтинг
Доминик Кийтинг (на английски: Dominic Keating, роден на 1 юли 1962) е британски актьор.

## Биография
Кийтинг е роден в Лестър. Баща му е ирландец, а майка му англичанка; дядо му е награден с Орден на Британската империя от крал Джордж VI.
След като завършва Лондонския университет, пробва няколко професии преди да реши да стане професионален актьор.
Кийтинг обича голф, плуване, музика и тенис.

## Кариера

### Театър
Преди да започне работа в телевизията и киното Кийтинг участва и в няколко театрални постановки във Великобритания – The Pitchfork Disney, Amongst Barbarians.

### Телевизия
Първата по-важна роля на Кийтинг в телевизията е в сериала Desmond's (1989-95).
Преди да приеме ролята на лейтенант Малкълм Рийд от сериала Стар Трек: Ентърпрайз участва в Бъфи, убийцата на вампири, G vs E и Special Unit 2. Има малка роля и в сериала Лас Вегас.
Кийтинг ще участва от втория сезон в Герои, където ще играе ирландски злодей със супер сили.

### Кино
Участва във филми като The Hollywood Sign, Jungle 2 Jungle, The Auteur Theory и предстоящите Certifiably Jonathan, Hollywood Kills. На Стар Трек събиране в Сакраменто, Калифорния на 9 септември 2006, обявява, че ще играе ролята на австралийски учен в продължението на Видове – Видове IV.

## Филмография

### актьор
- 1989: Desmond's
- 1991: Teenage Health Freak
- 1994: Shake, Rattle and Rock!
- 1997: Jungle 2 Jungle
- 1998: Folle d'elle
- 1999: The Auteur Theory
- 2001: The Hollywood Sign
- 2001: Стар Трек: Ентърпрайз
- 2003: Chromiumblue.com
- 2005: Лас Вегас
- 2007: Герои
- 2007: Бягство от затвора
- 2007: Беулф

### режисьор
- 1997: The Heartbreak Cafe